# Østrig-ungarske Nordpolsekspedition 1872–74
Den østrig-ungarske Nordpolsekspedition (af Julius Payer kaldt Østrig-ungarske Nordpolare ekspedition eller Payer-Weyprecht ekspeditionen) begyndte i 1872 under ledelse af Carl Weyprecht og Julius Payer og sluttede i 1874. Den blev gennemført på initiativ af og med økonomisk støtte fra Hans Graf Wilczek for at udforske det nordlige arktiske hav. En anden bidragsyder var Friedrich Schey af Koromla. Ekspeditionens besætning blev rekrutteret fra hele Østrig-Ungarn, men især fra Istrien og Dalmatien.

## Rejsens forløb
Ekspeditionsskibet "Admiral Tegetthoff" var et sejlskib med hjælpemotor. Det forlod den norske havn Tromsø med en besætning på 24 mand i juli 1872. I slutningen af august blev det nord for Novaja Semlja på 79° 51' frosset fast i isen og drev rundt i områder, der hidtil kun var kendte af sæl- og hvalfangere. Under sin drivsejlads opdagede ekspeditionen den 30. august 1873 den øgruppe, som hidtil var kendt som Rönnebeck land af nogle norske fiskere. Ekspeditionen kaldt den efter kejser Franz Joseph 1. af Østrig-Ungarn "Franz Josefs Land". Den første ø, som ekspeditionen besøgte, opkaldte den efter sin hovedsponsor, grev Wilczek, Wilczek Ø. Forskere foretog i øhavet slædeture og ekspeditioner til fods for at kortlægge området. To vintre blev brugt af ekspeditionsmedlemmerne på det indefrosne skib.
I foråret 1874 besluttede ekspeditionslederen at forlade skibet i pakisen og drage videre på ekspeditioner med kortvarige observationssteder længere nordpå. Mens resten af besætningen forblev på skibet, drog Payer og nogle ekspeditionsmedlemmer videre mod nord for at nå den 82. breddegrad og bryde den næsten 50 år gamle rekord sat af den britiske polarforsker James Clark Ross. (Det var endnu ikke kendt, at Francis Hall i 1871 havde sat ny rekord). Efter en march på 17 dage nåede Payer og hans ledsagere kadet Edward Orel og sømand Antonio Zaninovich den 12. april 1874 det nordligste punkt på øgruppen ved 81° 50' nordlig bredde og kaldte det Kap Fligely. Derefter begyndte de den 300 km lange tur tilbage til skibet. Payer havde rejst mere end 800 km på øgruppen.
Et par dage efter Payers tilbagekomst forlod ekspeditionen Tegetthoff den 20. maj og begyndte hjemrejsen over isen på slæder og både. Fem af bådene blev pakket på slæder. Alle instrumenter og de optegnelser, som Weyprecht og hans officerer lavede i løbet af to års ophold i isen, blev pakket på vand- og stødsikker måde. Vognene blev trukket over blokke, bump, revner og sprækker i is- og sneørkenen blot for at mandskabet en uge efter kunne konstatere, at de som følge af en nordlig drift af isen og med dem var blevet bragt tilbage igen ved ugunstige vinde fra syd. Så de var den 15. juli næsten på højde med det forladte skib og kunne endda se det. Nogle ønskede at komme om bord for i fortvivlelse at afslutte deres liv. Imidlertid formåede Weyprecht med Bibelen i hånden at flytte det udmattede, sultende og demoraliserede hold sydpå for at redde sig selv. Det blev skildret af Payer i den monumentale oliemaleri "Nie zurück!", som i dag ses i Heeresgeschichtliches Museum i Wien.
Efter en måneds march mod syd var isen afdrift stoppet, og ekspeditionen nåede endelig det åbne hav den 14. august 1874. Desuden var det et held, at isgrænsen var flyttet langt mod nord dette år. Efter seks dages roning blev ekspeditionen taget om bord af to russiske transkonnerter på kysten af Novaja Zemlja ved mundingen af Puhova-floden. Besætningen var beskæftiget med laksefiskeri og rensdyrjagt. Efter hårde forhandlinger blev ekspeditionsdeltagerne fragtet til den norske havn Vardø.
(Fiskerne skulle have tre både, to Lefaucheux-rifler og 1.200 sølvrubler herfor).
Den 25. september 1874 ankom ekspeditionsholdet, som kun havde mistet ét medlem, Otto Krisch, på grund af sygdom og død, til Wien ved Nordbanegården og blev hyldet på vej til byens centrum: "Kun skridt for skridt kunne vognene bevæge sig frem fra Nordbanegården [...] og ankomme. [...] Det er ikke for meget at antage, at en kvart million mennesker deltog i hyldesten."
Julius Payer blev af kejser Franz Joseph I ophøjet i den arvelige adelsstand.

## Sen ankomst af flaskepost
Carl Weyprecht sendte i 1874 en flaskepost, efter han overtalte holdet til at holde ud. I brevet beskrev han begivenhederne. Flasken blev fundet 104 år senere i 1978 af en russisk forsker, Vladimir Serov, på øen Lamont i Franz Josef Land. Den kom i 1980 til Wien og er nu ejet af det østrigske videnskabsakademi.

## Betydning af ekspeditionens opdagelser
Landets opdagelse og ekspeditionens oplevelser var et stort bidrag til polarforskningen, især opdagelsen af Nordøstpassagen ved Adolf Erik Nordenskiöld. De banede også vejen for Det Internationale Polarår. Således blev vejen ændret fra den sportslige kappestrid mellem individuelle ekspeditioner til et verdensomspændende videnskabeligt samarbejde i udforskningen af polarområderne. Derudover havde Payer og Weyprecht for første gang været på Eurasiens nordligste punkt Cape Fligely og bestridt teorien om et isfrit Arktis med deres ekspedition.
De videnskabelige resultater af nordpols-ekspeditionen (meteorologiske, astronomiske, geodætiske, magnetiske og zoologiske resultater samt polarlys-observationer) blev offentliggjort i 1878 i et memorandum fra Videnskabsakademiet. Desuden skrev Julius Payer redegørelsen om den østrig-ungarske nordpolsekspedition 1872-74, udgivet i 1876, og malede malerier, de eneste der er malet af en polarforsker af sin ekspedition. Det bedst kendte er Aldrig tilbage!; det viser, hvordan sejlerne af ekspeditionslederne blev forhindret i at vende tilbage til det forladte skib efter begyndelsen på den yderst krævende returrejse.

## Ekspeditionen på museum
Den østrigsk-ungarske nordpolsekspedition er dokumenteret i detaljer i Marinesaal på Wiens Militære Museum. Der ses adskillige malerier af Julius Payer, herunder det monumentale maleri "Nie zurück", som afspejler situationen dramatiske karakter, som besætningen ønskede at vende tilbage til skibet fanget i isen, hvilket ville have betydet den sikre død. Desuden vises skibsmodeller relateret til ekspeditionen, og den berømte "slange" af Julius von Payer. Disse er refleksioner om sit liv, som Payer nedfældede på papir kort før sin død. Papirlapperne blev limet sammen og resulterede i 24 ruller, "slangen". Flere billeder illustrerer desuden begivenhederne.

## I kunsten
Ekspeditionen blev litterært behandlet i Christoph Ransmayrs roman fra 1984 The Terrors of Ice and Darkness.

## Literatur
- Julius Payer, Carl Weyprecht: Oesterreichisch-ungarische Nordpol-Expedition. 1872 bis 1874. In: M(oritz) A(lois) Becker (Red.): Mittheilungen der k.k. Geographischen Gesellschaft Wien. Band 17.1874. Verlag der Gesellschaft, Wien 1874, S. 389–417. – Volltext online.
- Julius Payer: Die österreichisch-ungarische Nordpol-Expedition in den Jahren 1872–1874, nebst einer Skizze der zweiten deutschen Nordpol-Expedition 1869–1870 und der Polar-Expedition von 1871, Alfred Hölder, Wien 1876.
- Frank Berger: Julius Payer. Die unerforschte Welt der Berge und des Eises. Tyrolia-Verlag, Innsbruck /Wien 2015, ISBN 978-3-7022-3441-6.
- Enrico Mazzoli und Frank Berger: Eduard Ritter von Orel (1841–1892). Triest 2010, ISBN 978-88-96940-38-9.
- Manfried Rauchensteiner: Die Payerschlange. Die geheimnisvollen Aufzeichnungen eines alternden Genies. In: Viribus Unitis. Jahresbericht 2000 des Heeresgeschichtlichen Museums, Wien 2001, S. 9–40.
- Christoph Höbenreich: Expedition Franz Josef Land. In der Spur der Entdecker nach Norden. Expeditionsbildband über die Payer-Weyprecht-Gedächtnisexpedition 2005, die österreichisch-ungarische Nordpolarexpedition 1872–1874, die Polarreise des Eisbrechers Kapitan Dranitsyn 2006 und einer umfassenden Expeditionschronik. Verlag Frederking und Thaler, München 2007, ISBN 978-3-89405-499-1.
- Ursula Rack: Sozialhistorische Studie zur Polarforschung anhand von deutschen und österreich-ungarischen Polarexpeditionen zwischen 1868–1939. In: Berichte zur Polar- und Meeresforschung. Band 618.2010, ISSN 1618-3193. Alfred-Wegener-Institut für Polar- und Meeresforschung, Bremerhaven 2010. – Volltext online (PDF).
- Johan Schimanski und Ulrike Spring: Passagiere des Eises. Polarhelden und arktische Diskurse 1874. Böhlau Verlag, Wien 2015, ISBN 978-3-205-79606-0.
- Andreas Pöschek: Skabelon:Webarchiv, Wien 2000
- Christoph Ransmayr: Die Schrecken des Eises und der Finsternis. Christian Brandstätter Verlag & Edition, 1984, ISBN 3-85447-043-6.